# Oka (reka)
Oka (rusko Ока́, IPA: [ɐˈka]) je reka v Rusiji, največji desni pritok Volge. Teče skozi Orjolsko, Moskovsko, Tulsko, Kaluško, Rjazansko, Vladimirsko in Niženovgorodsko oblast. Plovna je v večini svoje dolžine, do Kaluge. Njena dolžina je 1500 km, njeno porečje pa obsega 245.000 km2. Ruska prestolnica Moskva leži ob enem od Okinih pritokov – reki Moskvi.
Oka je domovina enega od vzhodnoslovanskih plemen – Vjatičov. V 5. stoletju so ozemlje okrog Oke poseljevala različna slovanska plemena. Na zahodnem delu Okinega porečja je živelo tudi baltsko pleme Galindi. Vzdolž Oke in Volge so bili najdeni tui artefakti skandinavskega izvora.
Od mongolske osvojitve do približno leta 1633 je bila Oka zadnja linija obrambe pred napadalci iz step.
Pred izgradnjo železnice sredi 19. stoletja in izgradnjo Moskovskega prekopa v 30. letih 20. stoletja, je Oka, skupaj s svojim pritokom Moskvo, služila kot pomembna transportna pot, ki je povezovala Moskvo z Volgo. Zaradi vijugastih plovnih poti plovba ni bila posebno hitra. Cornelis de Bruijn je leta 1703 potreboval 10 dni za plovbo od Moskve do Nižnega Novgoroda vzdolž teh dveh rek.
Bregovi reke so posejani z zgodovinskimi in kulturnimi znamenitostmi, kot sta utrjena kremlja Kolomne in Serpuhova, srednjeveški samostan Murom, mošeje in minareti Kasimova in spominske hiše Vasilija Polenova ter Sergeja Jesenina.